# Parlamentswahl in Katalonien 2015
- CUP-CC: 10
- CSP: 11
- PSC: 16
- JxSí: 62
- Cs: 25
- PPC: 11

Die Wahl zum Regionalparlament der Autonomen Gemeinschaft Katalonien fand am 27. September 2015 statt. Bei ihr wurden die Abgeordneten der XI. Legislaturperiode des, seit der Schaffung der Autonomen Gemeinschaft nach dem Ende der Franco-Diktatur bestehenden, Parlaments von Katalonien bestimmt. Es handelte sich um vorgezogene Neuwahlen. Das Regionalparlament der X. Legislaturperiode war am 25. November 2012 gewählt worden. Die Legislaturperiode hätte damit regulär erst im Herbst 2016 geendet.
Nachdem im Jahr 2014 der Versuch der Regionalregierung gescheitert war, eine reguläre Volksbefragung über die Frage der Unabhängigkeit Kataloniens von Spanien abzuhalten, wurde die Wahl von weiten Teilen der öffentlichen Meinung als Ersatzplebiszit zu dieser Frage angesehen.
Bei der Wahl entfiel auf diejenigen Kräfte, die eine einseitige Unabhängigkeitserklärung befürworten (Junts pel Sí (JxSí) und CUP), die absolute Mehrheit im Parlament (72 von 135 Mandaten). Ihr gemeinsamer Stimmenanteil verfehlte jedoch mit knapp 48 % die Mehrheit der Abstimmenden.

## Entwicklungen in der X. Legislaturperiode (2012–2015)

### Regierungsbildung und Souveränitätserklärung

Sitzverteilung nach der Wahl 2012 – Anordnung der Parteien nach ihrer Haltung zur Frage Unabhängigkeit/Volksbefragung: CUP/ERC: Unabhängigkeit nach Referendum; CiU: „eigener Staat in Europa“ nach Volksabstimmung; ICV-EUiA: Bejahung des Selbstbestimmungsrecht und der Volksbefragung; PSC: Bundesstaat; PP/C’s: Gegner von Unabhängigkeit und Volksbefragung

Nach der Wahl 2012 traten die katalanisch-bürgerliche CiU und die linkskatalanische ERC in Verhandlungen über ein Tolerierungsabkommen ein. In diesem vereinbarten sie, einen Prozess einzuleiten, der möglichst im Jahre 2014 in einer Volksbefragung darüber münden soll, ob aus Katalonien ein „Staat im europäischen Rahmen“ werden soll. Daraufhin wurde Artur Mas mit den Stimmen der ERC erneut zum Ministerpräsidenten einer CiU-Minderheitsregierung gewählt.
Am 23. Januar 2013 verabschiedete das Regionalparlament daraufhin eine Resolution, in der es u. a. heißt, dass „das Volk von Katalonien aus Gründen demokratischer Legitimität den Charakter eines souveränen politischen und rechtlichen Subjekts hat“ und in der der Entschluss zur Abhaltung eines Referendums erneut bekräftigt wurde. Die Resolution wurde mit 85 Stimmen (CiU, ERC, ICV-EUiA und ein Abgeordneter der CUP) angenommen, 41 Abgeordnete (15 der PSC, 17 der PP und die 9 Abgeordneten von Ciutadans) stimmten dagegen. Zwei Abgeordnete der CUP enthielten sich. Zwei Abgeordnete der PP waren krankheitsbedingt nicht anwesend, und fünf Abgeordnete der PSC nahmen aus Protest gegen die Linie ihrer Partei nicht an der Abstimmung teil.

### Volksbefragung über die politische Zukunft Kataloniens im November 2014
Am 12. Dezember 2013 verkündete Artur Mas gemeinsam mit Vertretern der Parteien CiU, ERC, ICV-EUiA und CUP, dass die Durchführung einer Volksbefragung angestrebt werde. Die Fragestellung sollte lauten: „Wollen Sie, dass aus Katalonien ein Staat wird?“ Wer diese Frage mit „ja“ beantwortet, sollte sich noch zu einer zweiten Frage äußern, nämlich: „Wollen Sie, dass dieser Staat unabhängig ist?“
Nachdem der Versuch eine solche Volksbefragung in der Form eines Referendums durchzuführen am Widerstand des gesamtspanischen Parlaments und der Zentralregierung in Madrid gescheitert war, verabschiedete das katalanische Parlament am 19. September 2014 das „Gesetz über nicht-referendielle Volksbefragungen und Bürgerbeteiligung“. Damit sollte die Rechtsfigur einer „nicht-referendiellen Volksbefragung“ (consulta popular no referendària) geschaffen werden. Rechtlicher Hintergrund ist, dass Referenden nach der spanischen Verfassung der Genehmigung durch das gesamtspanische Parlament bzw. die gesamtspanische Regierung bedürfen, die nicht zu erwarten war.
Das Gesetz trat zunächst am 27. September 2014 mit seiner Veröffentlichung im Amtsblatt der Region Katalonien in Kraft. Am selben Tag beraumte der katalanische Ministerpräsident gestützt auf dieses Gesetz die „nicht-referendielle Volksbefragung“ mit der am 12. Dezember 2013 zwischen den Parteien vereinbarten zweiteiligen Abstimmungsfrage per Dekret für den 9. November 2014 an.
Mit einer Öffentlichkeitskampagne der Generalitat unter dem Schlagwort Tu decideixes („Du entscheidest“) wurde für die Teilnahme an der beabsichtigten Volksbefragung am 9. November 2014 geworben.
Die spanische Regierung beschloss am 29. September 2014, sowohl gegen das Gesetz als auch gegen das Dekret über die Anberaumung der Volksbefragung unverzüglich einen Normenkontrollantrag beim Verfassungsgericht zu stellen. Das Verfassungsgericht nahm diese Anträge noch am selben Tag zur Entscheidung an. Mit der Annahme der Anträge zur Entscheidung wurden Gesetz und Dekret nach der spanischen Verfassung automatisch vorläufig außer Vollzug gesetzt.

#### Von der „nicht-referendiellen“ Volksbefragung zur „alternativen Abstimmung“
Am 13. Oktober 2014 kam es zu einem Zusammentreffen der die Volksbefragung befürwortenden Kräfte. An deren Ende wurde bekannt, dass die für den 9. November 2014 angesetzte förmliche Volksbefragung von der Regionalregierung nicht weiterverfolgt werde. Allerdings teilte Ministerpräsident Artur Mas am folgenden Tag mit, dass es dennoch am 9. November 2014 eine „alternative Abstimmung“ mit Abstimmungslokalen, Stimmzetteln und Wahlurnen geben werde. Man werde einen alternativen Weg suchen, eine Befragung abzuhalten. Auf welche Rechtsgrundlage er sich hierfür stützen wolle, teilte er nicht mit. Es werde auch keine formelle Anberaumung der Befragung geben, da eine solche einen Verwaltungsakt darstelle, der von der Zentralregierung angefochten werden könne. Die Regionalregierung werde die Abstimmungslokale bereithalten und die Abstimmung mit Hilfe von „20.000 Freiwilligen“ organisieren. Bei dieser alternativen Art der Volksbefragung könne es sich auch nur um eine „Vor-Abstimmung“ handeln. Die endgültige Abstimmung könne jetzt nur noch durch eine Neuwahl des Regionalparlaments erfolgen, zu der die eine Unabhängigkeit der Region befürwortenden Parteien mit einer gemeinsamen Liste und einem gemeinsamen Programm antreten, also durch eine Wahl mit „plebiszitärem Charakter“.

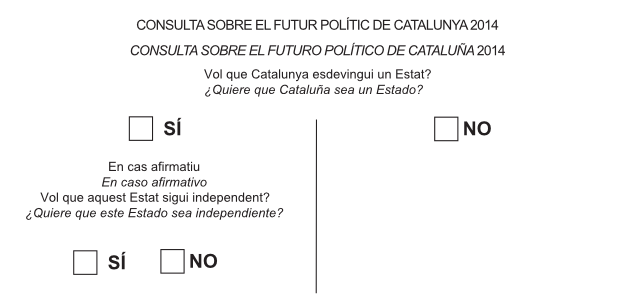
Muster des Stimmzettels der Volksbefragung

Vor dem 9. November 2014 wurden weder Wahlbenachrichtigungen an die Abstimmungsberechtigten versandt, noch wurden Wählerverzeichnisse erstellt, da insoweit eine Verwendung der Daten aufgrund der fehlenden gesetzlichen Grundlage der Abstimmung gegen Datenschutzrecht verstoßen hätte. Das für sie zuständige Abstimmungslokal konnten die Wahlberechtigten über das Internet abrufen oder telefonisch erfragen. Die Regionalregierung (Generalitat) teilte mit, dass es insgesamt 6.430 Abstimmungslokale in 941 Gemeinden gegeben habe. Lediglich in sechs Gemeinden gab es damit kein eigenes Abstimmungslokal.
Um abstimmen zu können, musste der Wahlberechtigte seinen Personalausweis vorlegen. Seine Daten (Name und Ausweisnummer) wurden dann in eine nummerierte Wählerliste eingetragen und in einem Computer erfasst, womit Mehrfachstimmabgaben vermieden werden sollten. Vor der Stimmabgabe musste der Abstimmende – anders als bei Wahlen – hinter seiner Eintragung in der Wählerliste unterschreiben, womit er sein Einverständnis mit der Erhebung der Daten erklärte.
Zur Teilnahme berechtigt waren unabhängig von ihrer Staatsangehörigkeit alle Personen ab 16 Jahren, aus deren Ausweis sich eine Anschrift in Katalonien ergab. Auch im Ausland war die Abstimmung in 17 Abstimmungslokalen möglich.
Da die spanische Regierung – obwohl auch diese „alternative Abstimmung“ durch das Verfassungsgericht ausgesetzt worden war – keine konkreten Schritte zu deren Verhinderung ergriff, fand sie am 9. November 2014 statt. Mehrere am 9. November gestellten Eilanträge (unter anderem von der UPyD), die Abstimmung durch Schließung der Abstimmungslokale zu unterbinden, wies der Bereitschaftsrichter in Barcelona als unverhältnismäßig ab.
Die Abstimmung verlief ohne größere Zwischenfälle.

#### Ergebnis
Nach Angaben der Regionalregierung nahmen 2.305.290 Personen am 9. November 2014 an der Abstimmung teil. Weil es kein Wählerverzeichnis gab, lässt sich die Beteiligung nur anhand anderer statistischer Daten schätzen. Die Medien gehen davon aus, dass sich etwa ein Drittel der Abstimmungsberechtigten beteiligten.
Das Ergebnis teilte die Regionalregierung wie folgt mit: 1.861.753 Stimmen (80,76 %) mit einem „Ja“ auf beide Fragen (also für die Unabhängigkeit), 232.182 Stimmen (10,07 %) mit „Ja“ auf die erste und „Nein“ auf die zweite Frage, 22.466 Stimmen (0,97 %) mit „Ja“ auf die erste und keiner Angabe zur zweiten Frage, 104.772 Stimmen (4,54 %) mit „Nein“ auf die erste Frage, 12.986 leere Stimmzettel (0,56 %) und 71.131 „andere“ (3,09 %). Da es sich um einen Bürgerbeteiligungsprozess handelte, bestand keine Bindung an die Fragen und Antworten auf dem Stimmzettel, sodass jede beliebige Meinungsäußerung zulässig war. Solche Stimmzettel wurden unter „andere“ zusammengefasst.

### Ankündigung vorgezogener Neuwahlen
Am 25. November 2014 kündigte Ministerpräsident Mas in einer Rede an, dass er vorgezogene Neuwahlen zum Regionalparlament mit „plebiszitärem Charakter“ über die Frage der Unabhängigkeit der Region von Spanien anstrebe. Dies solle dadurch erreicht werden, dass sich alle die Unabhängigkeit unterstützenden Kräfte zu einer gemeinsamen Wahlliste zusammenschließen mit dem gemeinsamen Ziel, dann nach der Wahl binnen 18 Monaten die Unabhängigkeit zu erreichen. Am 15. Januar 2015 kündigte er dann an, diese Wahlen für den 27. September 2015 ansetzen zu wollen.
Die CDC unterzeichnete im März 2015 gemeinsam mit der ERC und anderen katalanisch-nationalistischen Kräften eine Erklärung, wonach das im September 2015 zu wählende Parlament einen verfassungsgebenden Prozess einleiten soll. Die UDC unterzeichnete diese Erklärung nicht. Ihre Mitglieder nahmen im Juni 2015 vielmehr in einer Urabstimmung mit knapper Mehrheit einen Vorschlag an, der eine einseitige Unabhängigkeitserklärung und die „Einleitung eines sich nicht im Rahmen der Legalität bewegenden verfassungsgebenden Prozesses“ ausschließt. Daraufhin kam es zum Bruch zwischen CDC und UDC und der Auflösung ihres seit 35 Jahren bestehenden Bündnisses (CiU). Die UDC zog ihre Minister aus der Regionalregierung ab.
Nachdem sich CDC und ERC im Juli 2015 auf das Antreten mit einer gemeinsamen Liste geeinigt hatten, unterzeichnete Ministerpräsident Mas am 3. August 2015 offiziell das Dekret über die Auflösung des Regionalparlaments und die Anberaumung von Neuwahlen auf den 27. September 2015.

## Der „plebiszitäre Charakter“ der Wahl
Nachdem das Abhalten eines Referendums bzw. einer Volksbefragung über die Frage der Unabhängigkeit nicht möglich war und darum am 9. November 2014 nur eine halb-offizielle „alternative Abstimmung“ (z. B. ohne Wählerverzeichnisse) stattfinden konnte, kündigte Ministerpräsident Mas Wahlen zum Regionalparlament mit „plebiszitärem Charakter“ an. Hintergrund war, dass es der Zentralregierung allein schon mit Einreichen der Verfassungsklagen möglich gewesen war, ein Referendum bzw. eine förmliche Volksbefragung zu verhindern. Die Entscheidung über die Auflösung des Regionalparlaments und die Ansetzung von Neuwahlen liegt hingegen allein beim Ministerpräsidenten. Praktisch stellten Parlamentswahlen aufgrund des Widerstands aus Madrid gegen ein Referendum damit die einzige legale Möglichkeit dar, zu einem regulären Urnengang unter den rechtlichen Garantien des Wahlrechts zu kommen. Mit der Ankündigung, dieser Wahl einen „plebiszitären Charakter“ zu verleihen, beabsichtigten die Befürworter dieser Idee, ihr indirekt die Bedeutung einer Volksabstimmung über die Unabhängigkeit beizumessen. Rein rechtlich handelte es sich aber um eine gewöhnliche Parlamentswahl, ein „plebiszitärer Charakter“ kann sich nur faktisch aufgrund des Ergebnisses und der daraus resultierenden Handlungen der politischen Akteure ergeben. CDC und ERC wollen gemäß ihrem gemeinsamen Wahlprogramm und aufgrund des Ergebnisses einen Unabhängigkeitsprozess einleiten, da sich im neu gewählten Parlament eine absolute Mehrheit der Sitze für die nach Unabhängigkeit strebenden Kandidaturen (72 von 135 Sitzen = 53,33 %) ergeben hat.
Kritiker weisen darauf hin, dass durchaus fraglich ist, ob dieses indirekte Plebiszit über die Frage der Unabhängigkeit als angenommen gelten soll.
Aufgrund des Wahlsystems geht die von Junts pel Sí und CUP erzielte absolute Mehrheit im Parlament nicht mit einer absoluten Mehrheit der abgegebenen Stimmen einher.
Weiteres Problem ist in diesem Zusammenhang, dass sich ein wirklich „plebiszitärer Charakter“ nur dann ergeben hätte, wenn diese eine Frage der Unabhängigkeit für jeden einzelnen Wähler das einzig ausschlaggebende Kriterium für seine Wahlentscheidung wäre. Auch dies kann aber verneint werden. Zwar ist dieses Thema zumindest in der veröffentlichten Meinung das meist diskutierte Thema gewesen, woraus aber nicht geschlossen werden kann, dass es auch für jeden einzelnen Wähler das allein entscheidende ist. So kann es Wähler geben, denen andere Politikfelder (z. B. Sozialpolitik) persönlich wichtiger waren und die deshalb ihre Wahlentscheidung nach den Aussagen der Parteien zu diesem Thema trafen.
Die Kandidatur Catalunya Sí que es Pot hat zur Frage nach der Unabhängigkeit keinerlei Aussage gemacht. Ähnlich gestaltete sich dies für die ehemalige Schwesterpartei der CDC, Unió, die sich ebenfalls nicht klar positioniert hat.
Stellt man die beiden Optionen Pro und dezidiert Contra eine Unabhängigkeit nebeneinander, dann würde das Verhältnis zwischen diesen beiden Lagern und den Unentschlossenen folgendermaßen aussehen:
- Pro Unabhängigkeit = 47,74 %
- Nicht klar positioniert und Enthaltungen = 12,57 %
- Contra Unabhängigkeit = 39,17 %

CUP-Spitzenkandidat Antonio Baños erklärte direkt nach der Wahl, dass die Voraussetzungen für eine einseitige Unabhängigkeitserklärung derzeit nicht gegeben seien, da die sie befürwortenden Parteien nicht die Stimmenmehrheit erhalten hätten.

## Wahlsystem
Das Regionalparlament von Katalonien hat 135 Abgeordnete. Diese werden in vier Wahlkreisen (den Provinzen) gewählt: 85 im Wahlkreis Barcelona, 17 im Wahlkreis Girona, 15 im Wahlkreis Lleida und 18 im Wahlkreis Tarragona. Die Zuteilung der Mandate erfolgt im D’Hondt-Verfahren allein auf Ebene der Wahlkreise, wobei nur Parteien berücksichtigt werden, die im jeweiligen Wahlkreis mindestens drei Prozent der Stimmen erreicht haben. Die Verteilung der Sitze auf die vier Wahlkreise ist seit 1980 unverändert geblieben und folgte auch damals schon nicht dem reinen Proporz. Bei der Wahl 2012 kamen in der Provinz Barcelona ca. 47.500 Wahlberechtigte auf ein Mandat, in der Provinz Girona waren es 29.500, in der Provinz Lleida 20.900 und in der Provinz Tarragona 30.900. Dass die Sitze allein auf Ebene der Wahlkreise verteilt werden (ohne einen Ausgleich nach dem Gesamtwahlergebnis) in Verbindung mit der ungleichen Relation Wahlberechtigte je Sitz ist ein Grund dafür, dass eine Mehrheit im Parlament nicht unbedingt mit einer Mehrheit der Stimmen verbunden ist und führt in der Realität dazu, dass ländliche Wahlkreise, mit eher separatistischen Wahlergebnissen, überrepresentiert sind.

## Kandidaturen und politische Positionen

Sitzverteilung nach der Wahl 2012 – Anordnung der Parteien nach dem klassischen Links-rechts-Schema

Im Vergleich zur letzten Legislaturperiode ergaben sich schon aufgrund der Änderungen im Parteiensystem (Auflösung von CiU, gemeinsame Liste CDC-ERC, gemeinsame Liste Podemos-ICV-EUiA) wesentliche Änderungen.
Die Kandidaturen vertreten die folgenden Positionen:
Bei der Kandidatur Junts pel Sí („Zusammen für das Ja“) handelt es sich um eine gemeinsame Liste der liberalen CDC und der linken ERC, denen gemein ist, dass sie für die Unabhängigkeit Kataloniens eintreten. Unterstützt wurde sie von weiteren sezessionistischen Parteien und Vereinigungen (Demòcrates de Catalunya, eine 2015 gegründete Abspaltung von der UDC; Moviment d’Esquerres, eine Abspaltung von der PSC; Assemblea Nacional Catalana und Òmnium Cultural). Das Wahlprogramm von Junts pel Sí sieht vor, dass bei einer Mehrheit für die Abspaltung von Spanien im Parlament folgende Schritte erfolgen sollen: zunächst die Verabschiedung einer Resolution, mit der der Beginn des Unabhängigkeitsprozesses proklamiert wird. Daran anschließen soll sich die erste Phase der Erarbeitung einer katalanischen Verfassung, die in einer Bürgerbeteiligung bestehen soll. Nach Beendigung dieser Phase soll das Parlament eine Unabhängigkeitserklärung beschließen und in Verbindung damit ein Übergangsgesetz, in dem u. a. festgelegt werden soll, welche Bestimmungen des spanischen Rechts weiter fortgelten. Daran anschließen soll sich die parlamentarische Erarbeitung der neuen Verfassung durch das Parlament. Danach sollen Neuwahlen erfolgen. All dies soll bis Frühjahr 2017 abgeschlossen sein. Als letzter Schritt ist ein Referendum über die neue Verfassung vorgesehen.
Ebenfalls für eine einseitige Unabhängigkeitserklärung und die Einleitung eines verfassungsgebenden Prozesses tritt die antikapitalistische Linkspartei Candidatura d’Unitat Popular (CUP) ein, die seit 2012 im Regionalparlament vertretenen ist. Anders als Junts pel Sí ist die CUP gegen eine Mitgliedschaft eines unabhängigen Kataloniens in der Europäischen Union, die in ihrer jetzigen Form als Instrument des Großkapitals abgelehnt wird.
Nach der Auflösung des Parteienverbands CiU trat die christdemokratische UDC erstmals allein zu Regionalwahlen an. In ihrem Programm verteidigt die UDC die Souveränität Kataloniens und das Recht des katalanischen Volkes, über seine politische Zukunft selbst zu entscheiden („dret a decidir“). Denkbares Ergebnis eines solchen Prozesses seien sowohl eine Konföderation mit Spanien als auch ein unabhängiger Staat. Allerdings sei bei allen Schritten das geltende Recht zu beachten, was sowohl eine einseitige Unabhängigkeitserklärung als auch die einseitige Einleitung eines verfassungsgebenden Prozesses ausschließe.
Die gesamtspanische linke Protestpartei Podemos, die katalanisch-ökosozialistische ICV und die EUiA (katalanische Gliederung der gesamtspanischen Linkspartei Izquierda Unida) schlossen sich für die Wahl zu der Gemeinschaftskandidatur Catalunya Sí que es pot („Katalonien, ja wir können“) zusammen. In ihrem Wahlprogramm verteidigt die Kandidatur – ähnlich wie die UDC – das dret a decidir, ohne eine Aussage zur Frage des Ergebnisses zu machen. Der Vorsitzende von Podemos, Pablo Iglesias, lehnt eine Unabhängigkeit Kataloniens ab. Die ICV führte im Oktober 2014 eine interne Urabstimmung über die Haltung der Partei zu der bei der Abstimmung vom 9. November 2014 vorliegenden Fragestellung durch, bei der die Linie des Vorstands bestätigt wurde: „Ja“ zu der ersten Frage (Eigenstaatlichkeit Kataloniens), keine Empfehlung an die Mitglieder zur zweiten Frage (Unabhängigkeit Kataloniens).
Die sozialdemokratische PSC (Schwesterpartei der gesamtspanischen PSOE) befürwortet wie die PSOE die Umwandlung Spaniens in einen Bundesstaat.
Die Partei Ciutadans (C's) lehnt ein Selbstbestimmungsrecht Kataloniens und eine Volksbefragung ab und befürwortet das geltende spanische Staatsmodell der Autonomen Gemeinschaften. Dieses soll jedoch durch eine endgültige Fixierung der Kompetenzabgrenzungen „abgeschlossen“ werden.
Der Regionalverband der konservativen PP lehnt ebenfalls eine Volksbefragung ab und tritt für die Beibehaltung des status quo ein.

## Ergebnis

Stimmenanteile bei der Wahl 2015

Sitzverteilung nach der Wahl 2015

Es war eine Rekordwahlbeteiligung von 77 % zu verzeichnen. Die für eine Unabhängigkeit von Spanien eintretenden Kräfte (Junts pel Sí und CUP) erzielten zwar eine absolute Mehrheit im Parlament, auf sie entfielen jedoch nur knapp 48 % der Stimmen.
Ciutadans und CUP konnten ihren Stimmenanteil jeweils mehr als verdoppeln.
Die PP verzeichnete ihr schlechtestes Ergebnis seit 1992 und verlor im Vergleich zu 2012 ein Drittel ihrer Wähler.
Das Ergebnis der PSC ist das schlechteste ihrer Geschichte, allerdings hielten sich ihre Verluste im Vergleich zu 2012 in Grenzen.
Catalunya Sí que es pot verpasste ihr Wahlziel stärkste linke Kraft zu werden und eine Linksregierung zu bilden deutlich.
Der UDC, die dem Regionalparlament als Teil des Parteienbündnis CiU seit 1980 angehört hatte, gelang bei ihrer ersten Alleinkandidatur der Einzug ins Parlament nicht mehr.
Sowohl Catalunya Sí que es pot, als auch UDC konnten sich mit ihrer eher auf Ausgleich mit der Zentralregierung bedachten, aber dennoch auf das Selbstbestimmungsrecht Kataloniens pochenden politischen Botschaft nicht durchsetzen und gerieten aufgrund des plebiszitären Charakters der Wahl und der Polarisierung auf ein klares Sí oder No „zwischen die Fronten“.
Der Parteichef der UDC, Josep Antoni Duran i Lleida, stellte noch am Abend der Wahl sein Amt zur Verfügung.
Der Spitzenkandidat von Catalunya Sí que es pot, Josep Lluís Franco Rabell, unterstrich, dass sein Parteienbündnis nicht dem Nein-Lager zuzurechnen sei, sondern das Selbstbestimmungsrecht Kataloniens verteidige. Die Sezession sei jedoch einer Lösung sozialer Fragen nicht nur in Katalonien, sondern ganz Spanien unterzuordnen.
Unter dem Eindruck des Wahlergebnisses kündigte Pablo Iglesias Turrión, der Spitzenkandidat von Podemos für die Spanischen Parlamentswahlen 2015, an, für den Fall eines Wahlsieges von Podemos ein zwischen der Madrider Zentralregierung und der Generalitat de Catalunya vereinbartes Unabhängigkeitsreferendums an.
Junts pel Sí wurde – wie erwartet – zwar mit weitem Abstand stärkste Kraft. Ihr Ergebnis ist aber, wenn man es mit den zusammengerechneten Ergebnissen von CiU und ERC bei den Wahlen 2010 und 2012 vergleicht, unterdurchschnittlich. Bei den Wahlen 2012 hatten CiU (also CDC und UDC) und ERC zusammen 71 Abgeordnete gestellt. 2015 konnten diese Parteien nur noch 62 Mandate erringen (alle Junts pel Sí). Bei der Wahl des Ministerpräsidenten ist im ersten Wahlgang die absolute Mehrheit (68 Stimmen) erforderlich, bei den folgenden Wahlgängen reicht die relative Mehrheit (mehr Ja- als Nein-Stimmen). Ein Junts pel Sí-Kandidat ist daher darauf angewiesen, dass genügend Abgeordnete anderer Fraktionen für ihn stimmen oder sich zumindest enthalten. 

Mehrheiten nach Gemeinden:

Das amtliche Endergebnis im Einzelnen:
| Parteien                                          | Stimmen   | Stimmen in % (Änderung) 8 | Stimmen in % (Änderung) 8 | Sitze (Änderung) | Sitze (Änderung) |
| ------------------------------------------------- | --------- | ------------------------- | ------------------------- | ---------------- | ---------------- |
| Junts pel Sí 1                                    | 1.628.714 | 39,59                     | 2                         | 62               | +2 3             |
| Ciutadans (C’s)                                   | 736.364   | 17,90                     | +10,33                    | 25               | +16              |
| Partit dels Socialistes de Catalunya (PSC-PSOE) 4 | 523.283   | 12,72                     | −1,71                     | 16               | −4               |
| Catalunya Sí que es pot 5                         | 367.613   | 8,94                      | −0,96 5                   | 11               | −2 5             |
| Partit Popular (PP)                               | 349.193   | 8,49                      | −4,49                     | 11               | −8               |
| Candidatura d’Unitat Popular (CUP)                | 337.794   | 8,21                      | +4,73 6                   | 10               | +7 6             |
| Unió Democràtica de Catalunya (UDC)               | 103.293   | 2,51                      | 7                         | 0                | −11              |
| Andere                                            | 46.095    | 1,12                      |                           |                  |                  |
| Enthaltungen                                      | 21.895    | 0,53 8                    |                           |                  |                  |
| Insgesamt                                         |           | 100,0 %                   |                           | 135              |                  |

## Weitere Entwicklung und Regierungsbildung

### Konstituierung des Parlaments
Am 26. Oktober 2015 versammelte sich das neugewählte Parlament zu seiner konstituierenden Sitzung. Zur Parlamentspräsidentin wurde die frühere Vorsitzende der separatistischen Aktivistenbewegung Assemblea Nacional Catalana, Carme Forcadell, gewählt.

### Resolution über die Loslösung von Spanien
In seiner nächsten Sitzung am 9. November 2015 verabschiedete das katalanische Parlament mit den Stimmen von Junts pel Sí und CUP und gegen die Stimmen aller übrigen Fraktionen eine „Resolution über den Beginn des politischen Prozesses in Katalonien als Folge des Wahlergebnisses vom 27. September 2015“.
In dieser Resolution hieß es u. a., dass das Parlament den Beginn des Prozesses der Schaffung eines unabhängigen Staats und der Einleitung eines verfassungsgebenden Verfahrens proklamiere. Besonders brisant war weiter die Passage, nach der das Parlament erklärte, dass es sich „als Wahrer der Souveränität und als Ausdruck der verfassungsgebenden Gewalt“ in dem Prozess der „demokratischen Loslösung vom spanischen Staat“ Entscheidungen von dessen Institutionen und insbesondere des Verfassungsgerichts nicht unterwerfen werde.
Die Zentralregierung in Madrid reichte gegen die Resolution des Parlaments vom 9. November 2015 Verfassungsklage ein.
Mit Urteil vom 2. Dezember 2015  gab das Verfassungsgericht der Klage statt und erklärte die Parlamentsresolution vom 9. November 2015 für verfassungswidrig und nichtig.

### Wahlgänge zur Wahl des Ministerpräsidenten
Die Parlamentspräsidentin schlug den Junts pel Sí-Kandidaten und Amtsinhaber Artur Mas für das Amt des Ministerpräsidenten vor. Bei den ersten beiden Wahlgängen am 10. und 12. November 2015 konnte dieser jedoch jeweils nur die 62 Stimmen seiner Fraktion auf sich vereinigen, bei jeweils 73 Nein-Stimmen der anderen Fraktionen. Somit scheiterte die Wahl eines neuen Ministerpräsidenten.
In den folgenden Wochen kam es zu Verhandlungen zwischen Junts pel Sí und der CUP über die Wahl des Ministerpräsidenten. Am 3. Januar 2016 entschied die CUP schließlich definitiv, eine Wahl von Artur Mas nicht zu unterstützen. Junts pel Sí war auch nicht bereit, einen anderen Kandidaten als Artur Mas vorzuschlagen. Es schien daher schon sicher, dass es im März 2016 zu Neuwahlen kommen würde.
Am 9. Januar 2016 – und damit einen Tag vor Ablauf der Frist für die Wahl eines Ministerpräsidenten – einigten sich Junts pel Sí und die CUP auf Carles Puigdemont, den bisherigen Bürgermeister von Girona, als neuen Regierungschef. Im Gegenzug für den Verzicht von Artur Mas erklärte sich die CUP dazu bereit, die Stabilität der neuen Regierung dadurch sicherzustellen, indem zwei ihrer Abgeordneten verpflichtend bei allen wichtigen Fragen gleich abstimmen wie die Junts pel Sí-Fraktion. Dies ergibt 64 Stimmen und damit eine mehr als Ciutadans, PSC, Catalunya Sí que es pot und PP zusammen. Weiter verpflichtete sich die CUP, in solchen Fragen in keinem Fall mit der Opposition zu stimmen.
Daraufhin wurde Carles Puigdemont am 10. Januar 2016 mit 70 Ja-Stimmen (von 62 Abgeordneten von Junts pel Sí und acht der CUP) bei Enthaltung der beiden anderen CUP-Abgeordneten und gegen die Stimmen der übrigen Fraktionen zum Ministerpräsidenten gewählt.